# موتاز
موتاز (انگلیسی: Mutase) گروهی از آنزیم‌های ایزومراز هستند که انتقال یک گروه عاملی (مانند فسفات یا آسیل) در یک مولکول به موقعیتی دیگر در همان مولکول تسهیل می‌کنند مانند بیس‌فسفوگلیسرات موتاز در گلبولهای قرمز و فسفوگلیسرات موتاز در گلیکولیز. عملکرد کلی این گروه آنزیمی: AB → BA
در مرحله هشتم مسیر امبدن – میرهوف با جا به جایی برگشت‌پذیر گروه فسفریل بین کربن‌های ۲ و ۳ در گلیسرات توسط آنزیم فسفوگلیسرات موتاز، ۳-فسفوگلیسرات به ۲-فسفوگلیسرات تبدیل می‌شود.